# Cindy Groen
Cindy Groen (Alkmaar?, 23 november 1975) is een voormalig Nederlands kortebaanschaatser. 
Op 20 januari 2001 werd zij in Haulerwijk Nederlands kampioene op de kortebaan voor Janet Boelen en Reino Meuleman.

## Resultaten
| Jaar | Plaats | Kampioenschap |
| ---- | ------ | ------------- |
| 2001 | Goud   | NK Kortebaan  |